# Atheta convexula
Atheta convexula es una especie de escarabajo del género Atheta, familia Staphylinidae. Fue descrita científicamente por Eichelbaum en 1913.
Habita en Kenia y Tanzania.